# Thomas Traherne
Thomas Traherne (* 10. Oktober 1636; † 27. September 1674) war ein englischer Dichter, Theologe, Pfarrer und religiöser Schriftsteller. Er war ein bedeutender metaphysischer Dichter. Über sein Leben ist wenig bekannt. Aufgrund der ergreifenden Spiritualität seiner Schriften gedenken Teile der Anglikanischen Kirche seines Geburtstags am 10. Oktober oder seines Todestages am 27. September.
Seine Schriften waren fast 200 Jahre unbekannt. Bis 1888 waren sie im Privatbesitz der Familie Skipps aus Ledbury in Herefordshire. Im Winter 1896/97 wurden zwei Manuskriptbände mit Gedichten und Meditationen zufällig entdeckt, die in einem Kiosk zum Verkauf angeboten wurden. Die meisten seiner Werke wurden erst Anfang des 20. Jahrhunderts veröffentlicht. 
Heute ist Jahrhunderte der Meditationen (The Centuries of Meditations) das bekannteste Werk von Traherne, eine Sammlung von kurzen Texten, die vom christlichen Leben, von Philosophie, Glück, Sehnsucht und Kindheit handeln. Dieses Buch wurde erstmals 1908 veröffentlicht.